# Элёшюс, Таутвидас
Таутвидас Элёшюс (лит. Tautvydas Eliošius; 3 ноября 1991, Укмерге) — литовский футболист, опорный полузащитник. Выступал за сборную Литвы.

## Биография
Начал взрослую карьеру в 2009 году в клубе высшей лиги Литвы «КФК Шяуляй». В дебютном сезоне сыграл только 3 матча, но со временем закрепился в составе и всего за пять сезонов провёл 91 матч. Единственный гол за «Шяуляй» в чемпионате забил 18 апреля 2012 года в ворота столичного «Жальгириса». Финалист Кубка Литвы 2012/13. В 2014 году перешёл в «Круоя» (Пакруойис), провёл в клубе полтора сезона и стал серебряным призёром чемпионата Литвы 2014 года, в том же сезоне включён в символическую сборную лиги и признан автором лучшего гола в сезоне. В составе «Шяуляя» и «Круои» участвовал в матчах Лиги Европы. В ходе сезона 2015 года «Круоя» прекратила существование и футболист перешёл в вильнюсский «Жальгирис», однако не закрепился в составе, сыграв за два неполных сезона 8 матчей в чемпионате, из них только в трёх выходил в стартовом составе. С «Жальгирисом» стал чемпионом Литвы 2015 года (провёл 2 матча), обладателем Кубка и Суперкубка Литвы 2016 года. Летом 2016 года перешёл в клуб «Лиетава», позже переименованный в «Ионаву», сначала на правах аренды, а в 2017 году как свободный агент, за два с половиной сезона провёл 63 матча. В 2019 году перешёл в «Паневежис», где за пять лет сыграл 145 матчей в лиге, становился чемпионом (2023), бронзовым призёром чемпионата (2022), обладателем Кубка Литвы (2020), играл в матчах еврокубков. В 2024 году перешёл в клуб третьего дивизиона Литвы «Ширвена» (Биржай).
Всего в высшем дивизионе Литвы сыграл 350 матчей и забил 13 голов (по состоянию на начало 2024 года).
Выступал за юниорскую сборную Литвы (до 19 лет), также вызывался в молодёжную сборную.
В национальной сборной Литвы дебютировал 15 ноября 2014 года в отборочном матче чемпионата Европы против Швейцарии, заменив на 82-й минуте Гедиминаса Вичюса. Долгое время не мог закрепиться в команде, сыграв по одному матчу в 2014 и 2017 годах, однако с ноября 2020 по июнь 2021 года регулярно выступал за команду, сыграв ещё 8 матчей. Всего в 2014—2021 годах провёл 10 матчей, из них один неофициальный.

## Достижения
- Чемпион Литвы: 2015, 2023
- Серебряный призёр чемпионата Литвы: 2014
- Бронзовый призёр чемпионата Литвы: 2022
- Обладатель Кубка Литвы: 2016, 2020
- Финалист Кубка Литвы: 2013, 2021
- Обладатель Суперкубка Литвы: 2016, 2021

## Личная жизнь
Брат Тадас (род. 1990) также футболист, выступавший за сборную Литвы.